# Italcable
A Italcable - Servizi cablografici, radiotelegrafici e radioelettrici SpA foi uma empresa italiana que operava no campo dos serviços de telecomunicações. Foi fundada a 9 de Agosto de 1921 por iniciativa do empreendedor e engenheiro electrotécnico Giovanni Carosio, com o apoio financeiro da comunidade italiana emigrada na Argentina. Operou diversos cabos submarinos transatlânticos, ligando cidades da costa sul da Europa às Américas. Com o desenvolvimento tecnológico das comunicações, integrou redes de telecomunicações por rádio e por satélite, desenvolvendo actividade na área da informática. Depois de várias fusões e aquisições, em 1994 a empresa foi integrada na Telecom Italia.

Atualmente, a empresa transmite o horário em UTC por ondas curtas, na frequência de 10.000 KHz USB. 